# Pont-sur-l’Ognon
Pont-sur-l’Ognon település Franciaországban, Haute-Saône megyében. Lakosainak száma 59 fő (2022. január 1.). Pont-sur-l’Ognon Autrey-le-Vay, Bonnal, Cubrial, Cubry, Rougemont, Chassey-lès-Montbozon, Esprels és Les Magny községekkel határos.

## Népesség
A település népességének változása:
| Lakosok száma | 60   | 67   | 70   | 67   | 65   | 63   | 62   | 60   | 59   |
|               | 2013 | 2015 | 2016 | 2017 | 2018 | 2019 | 2020 | 2021 | 2022 |